# BitDefender TrafficLight
BitDefender TrafficLight — бесплатное приложение для защиты пользователя от веб-угроз, разработанное румынской компанией BitDefender с применением облачных технологий. Продукт распространяется в виде программного решения для Mozilla Firefox, Google Chrome, Safari, а также в виде отдельного расширения для Chromium и браузеров на его основе (Google Chrome, CoolNovo и другие).

## Особенности
BitDefender TrafficLight обладает проактивным анализатором, сканирующим веб-трафик на предмет шпионского ПО и фишинга прежде, чем они достигнут браузера и смогут нанести вред пользователю. При этом, если сайт в целом надёжен, но содержит небезопасные элементы, то защитные модули заблокируют только опасное содержимое. Для большей безопасности программа проводит интеграцию в поисковые системы, такие как Google или Bing, анализируя результаты поисковой выдачи и оценивая их безопасность. Дополнительную функциональность предоставляет сервис сокращения ссылок, который также проверяет надёжность и безопасность ссылок.
При этом, как отмечают обозреватели, несомненным плюсом программного решения является его минимализм, так как никакие тулбары не устанавливаются, лишь появляется небольшой индикатор, не отвлекающий от работы.